# Henri Luciri
Henri Luciri (1908 – Ginevra, 4 dicembre 1944) è stato un cestista, allenatore di pallacanestro e arbitro di pallacanestro svizzero.

## Carriera
Guidò la Svizzera alle Olimpiadi di Berlino 1936.
Successivamente guidò la Nazionale femminile ai Campionati europei del 1938.